# Newport (Rhode Island)
 For alternative betydninger, se Newport. (Se også artikler, som begynder med Newport)
Newport er en by i Newport County i Rhode Island, USA med 24.672 indbyggere (2010).
- The Breakers
- Rosecliff
- Strandpromenaden